# キッカーズ・エムデン
BSVキッカーズ・エムデン（BSV Kickers Emden）は、ドイツ・エムデンに本拠地を置くサッカークラブチーム。最高順位は1995年と1996年のレギオナルリーガ4位。

## クラブの歴史
1946年3月に創設された。オーバーリーガ（4部）、またはレギオナルリーガ（3部）にもっぱら在籍した。1995年、1996年にはレギオナルリーガ4位と、ブンデスリーガ（2部）昇格にまで近づいたが、1999年にオーバーリーガへと降格した。2004年から2005年のシーズンで、オーバーリーガ（4部）優勝を果たし、再びレギオナルリーガ（3部）昇格を果たした。
2008-2009シーズンからは新設されたブンデスリーガ3部で戦う。

## タイトル

### 国内タイトル
なし

### 国際タイトル
なし

## 過去の成績
- 2004-2005　オーバーリーガ（4部）優勝
- 2007-2008　レギオナルリーガ北部 4位
- 2008-2009　ブンデスリーガ3部